# 여름의 대삼각형

여름의 대삼각형

여름의 대삼각형(Summer Triangle)은 여름철 북반구 밤하늘에서 쉽게 볼 수 있는 밝은 별 3개가 이루는 가상의 삼각형이다. 백조자리의 데네브, 독수리자리의 알타이르, 거문고자리의 베가로 이뤄지는 삼각형 모양의 성군이다.

## 상세
이 용어는 1950년대에 미국 작가 한스 아우구스토 레이와 영국 천문학자 패트릭 무어 경이 대중화시켰으며, 1913년에 사용된 별자리 안내서에서도 발견된다. 오스트리아의 천문학자 오즈발트 토마스는 이 별들을 1920년대에 ‘대삼각형’(Grosses Dreieck), 1934년에 ‘여름의 삼각형’(Sommerliches Dreieck)이라고 불렀다. 1866년에는 요제프 요한 폰 리트로우가 자기 성도책에서 거문고자리, 독수리자리, 백조자리를 묶어 다루며 ‘하늘에 떠 있는 이등변삼각형’(gleicheschenkliges Dreieck am Himmel)을 언급하였고, 요한 엘레르트 보데는 1816년의 책에서 명칭을 달아놓지는 않았지만 세 별을 서로 연결해 놓았다.
북반구 중위도에서 여름철 자정 무렵에 여름의 대삼각형은 거의 머리 바로 위에 위치해 있다. 하지만 여름에만 보이는 것은 아니고 봄에는 신새벽에 동쪽에서, 가을에는 저녁에 서쪽에서 11월까지 볼 수 있다. 남반구에서는 겨울철 하늘에 뒤집혀서 보인다.

## 여름의 대삼각형을 이루는 별들

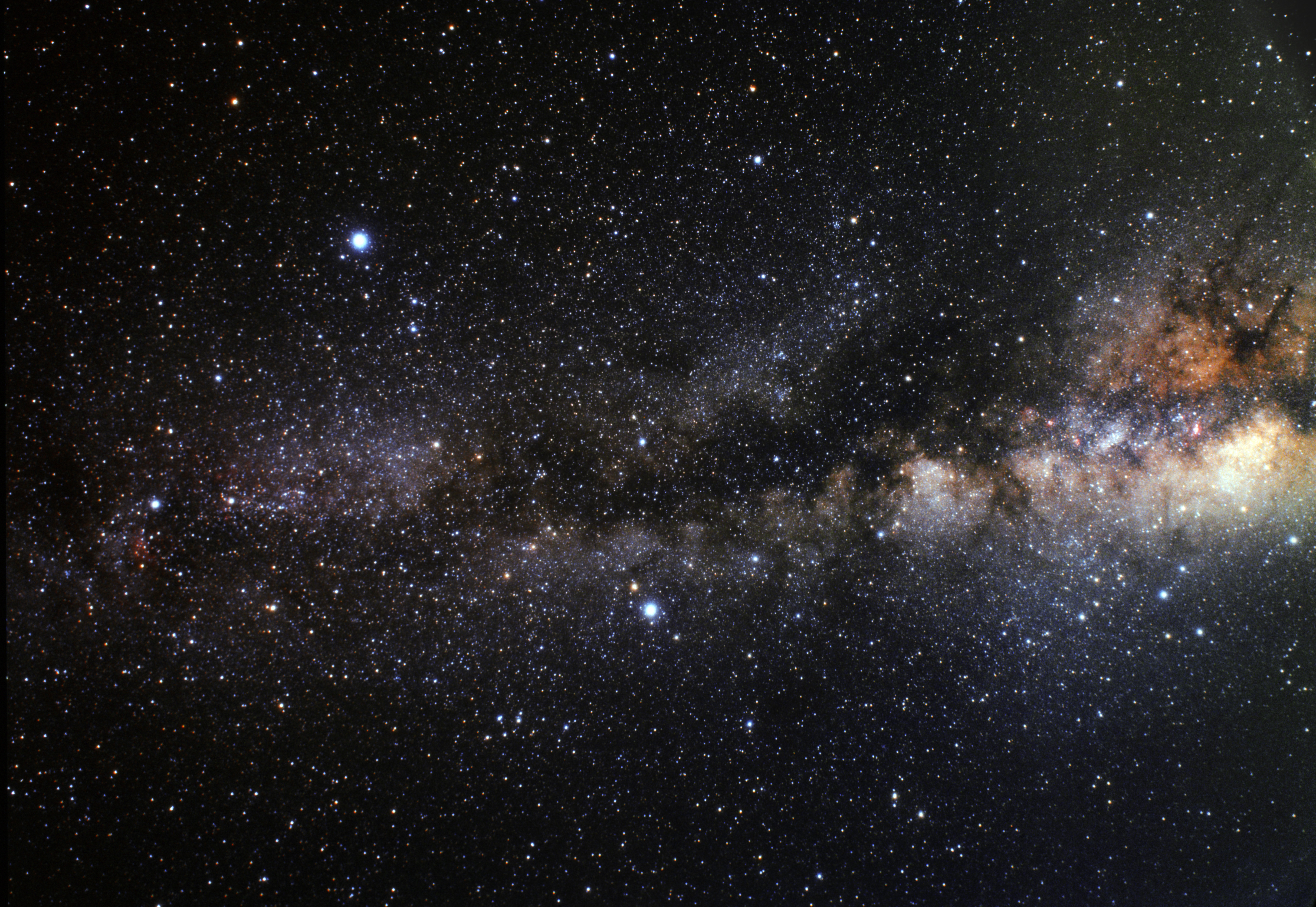
베가(가장 위의 밝은 별),
알타이르(중간 아래쪽의 밝은 별),
데네브(가장 왼쪽, 중간 높이의 덜 밝은 별)

| 이름     | 별자리     | 실시등급 | 광도 (단위: 태양광도) | 분광형 | 거리 (단위: 광년) |
| -------- | ---------- | -------- | --------------------- | ------ | ----------------- |
| 데네브   | 백조자리   | 1.25     | 70000                 | A2     | 1550              |
| 알타이르 | 독수리자리 | 0.77     | 10                    | A7     | 16.6              |
| 베가     | 거문고자리 | 0.03     | 52                    | A0     | 25                |

## 같이 보기
- 봄의 대곡선
- 가을의 대사각형
- 겨울의 대삼각형
- 겨울의 대육각형
- 천시원